# Burim-dong, Gwacheon
Burim-dong (koreanska: 부림동)  är en stadsdel i staden Gwacheon i provinsen Gyeonggi i den nordvästra delen av Sydkorea, 15 km söder om huvudstaden Seoul.